# Luis Do Santos
Luis Alberto Do Santos Ardohain (Mones Quintela, Uruguay, 9 de julio de 1967) es un escritor uruguayo.

## Biografía

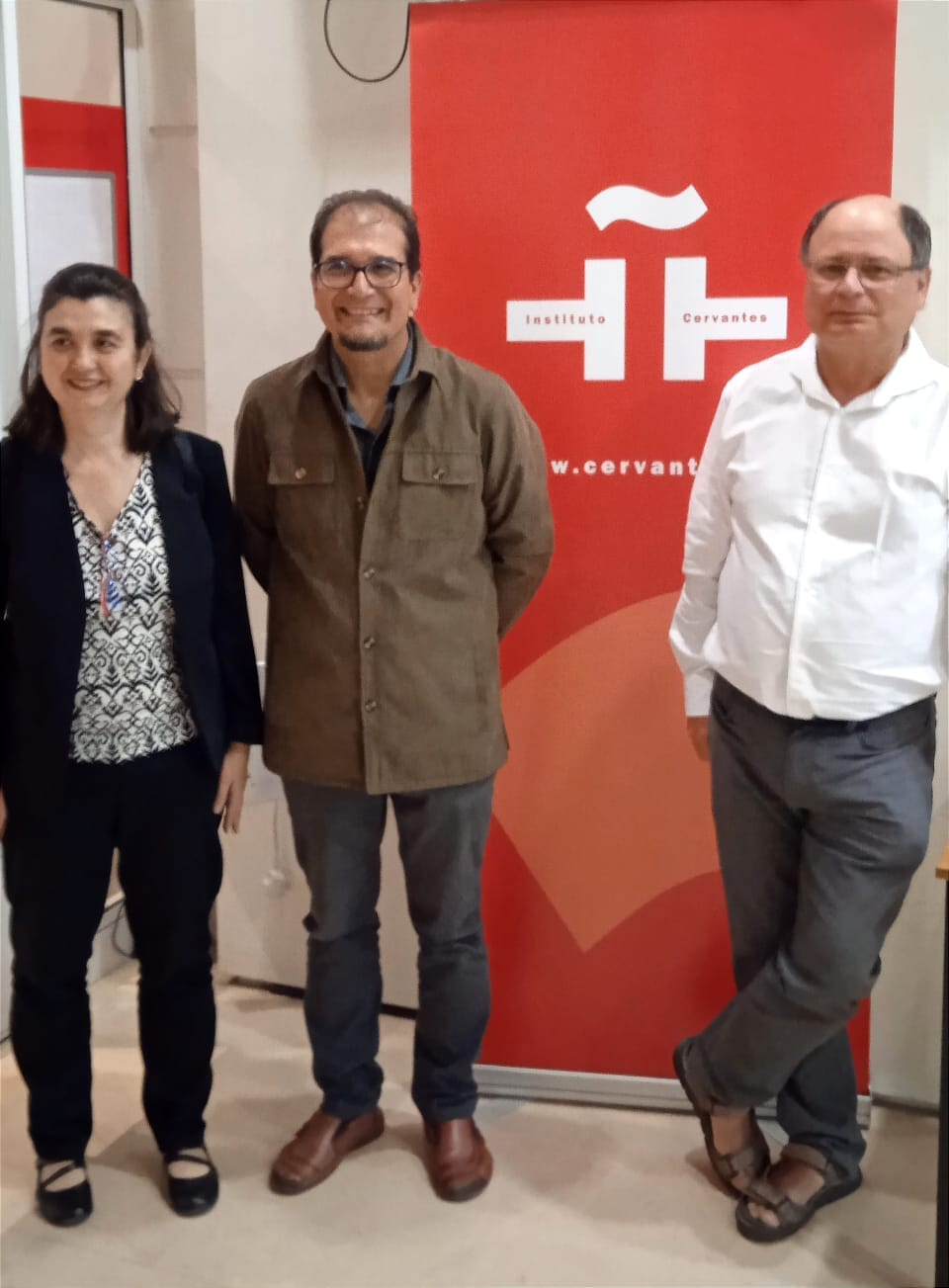
Luis Do Santos (al centro) en Paris en 2022.

Luis Do Santos, escritor uruguayo, nació el 9 de julio de 1967 en Calpica (hoy Mones Quintela), un pueblo en medio de campos de caña de azúcar a orillas del río Uruguay, y cerca de la localidad de Bella Unión, en el departamento de Artigas, en el extremo noroeste del país. Luego de una infancia rural cercana a la naturaleza, su adolescencia transcurrió durante la llamada dictadura cívico-militar en un internado alejado de su hogar, donde forjó sólidas amistades para toda la vida. Después del bachillerato y la dictadura, vienen los años de estudios universitarios en Montevideo, una libertad repentina y la ambición de ser profesor, pronto abandonada. Casado y padre, vive desde hace muchos años en la ciudad de Salto, donde trabaja en un supermercado cooperativo y se dedica también a su actividad literaria.

## Obra literaria
En 2008, Luis Do Santos publicó por primera vez en Salto una colección de cuentos, Tras la niebla y una novela, La última frontera, y contribuyó a varias antologías. También es autor de canciones y textos para las murgas, grupos satíricos típicos del carnaval uruguayo. En 2014, aún inédita, su novela El zambullidor se destaca al ganar una mención en el concurso literario "Juan Carlos Onetti".
Cuando fue publicado por Ediciones Fin de Siglo en 2017, fue un gran éxito en Uruguay. En Francia Ediciones Yovana lo publicó en 2020 bajo el título L'Enfant du Fleuve. Posteriormente, se publicó una traducción brasileña con el título O Mergulhador por Diadorim Ediciones. En 2021 las ediciones Tiempo de Papel propusieron el libro al público español.
Tras el notable éxito de El Zambullidor en Uruguay (5 ediciones en menos de 5 años), Ediciones Fin de Siglo publica una nueva versión de su novela La última frontera en 2021. Luis Do Santos también participó con la misma editorial en la antología colectiva Cuentos de la Peste en 2020.

## Premios y distinciones
- Concurso Literario Juan Carlos Onetti (2014): mención de honor en la categoría de narrativa por El zambullidor[9]